# Hedychium stenopetalum
Hedychium stenopetalum är en enhjärtbladig växtart som beskrevs av Conrad Loddiges. Hedychium stenopetalum ingår i släktet Hedychium och familjen Zingiberaceae. Inga underarter finns listade i Catalogue of Life.